# Dessa
Deborah Petroz-Abeles (née Deborah Sharon Abeles le 20 décembre 1948 à Bulawayo, Rhodésie du Sud, aujourd'hui Zimbabwe), connue professionnellement sous le nom Dessa, ou DESSA, est une artiste suisse, qui vit à Pully

## Thématiques artistiques

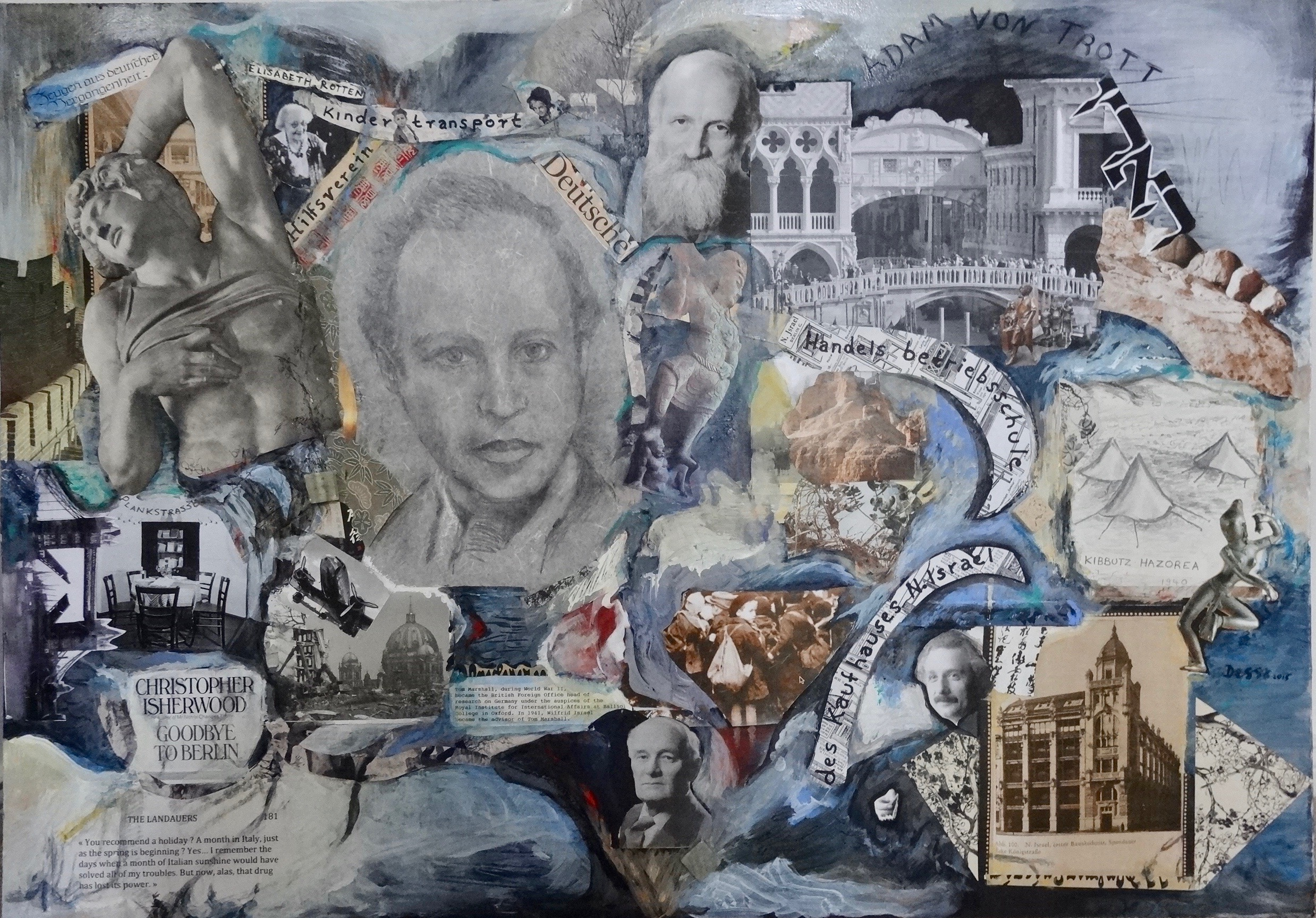
The World of Wilfrid Israel (2015)

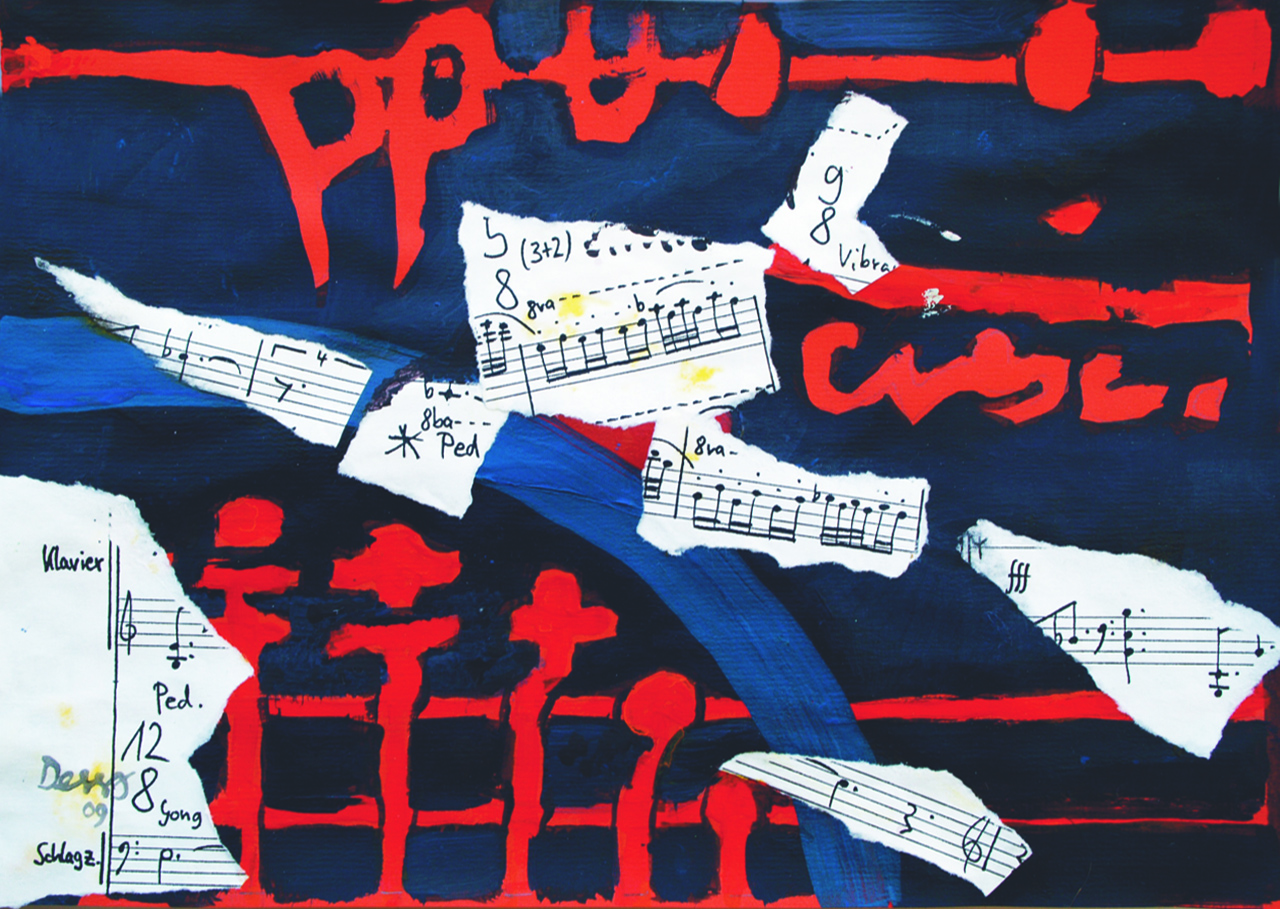
Fieramente (2009)

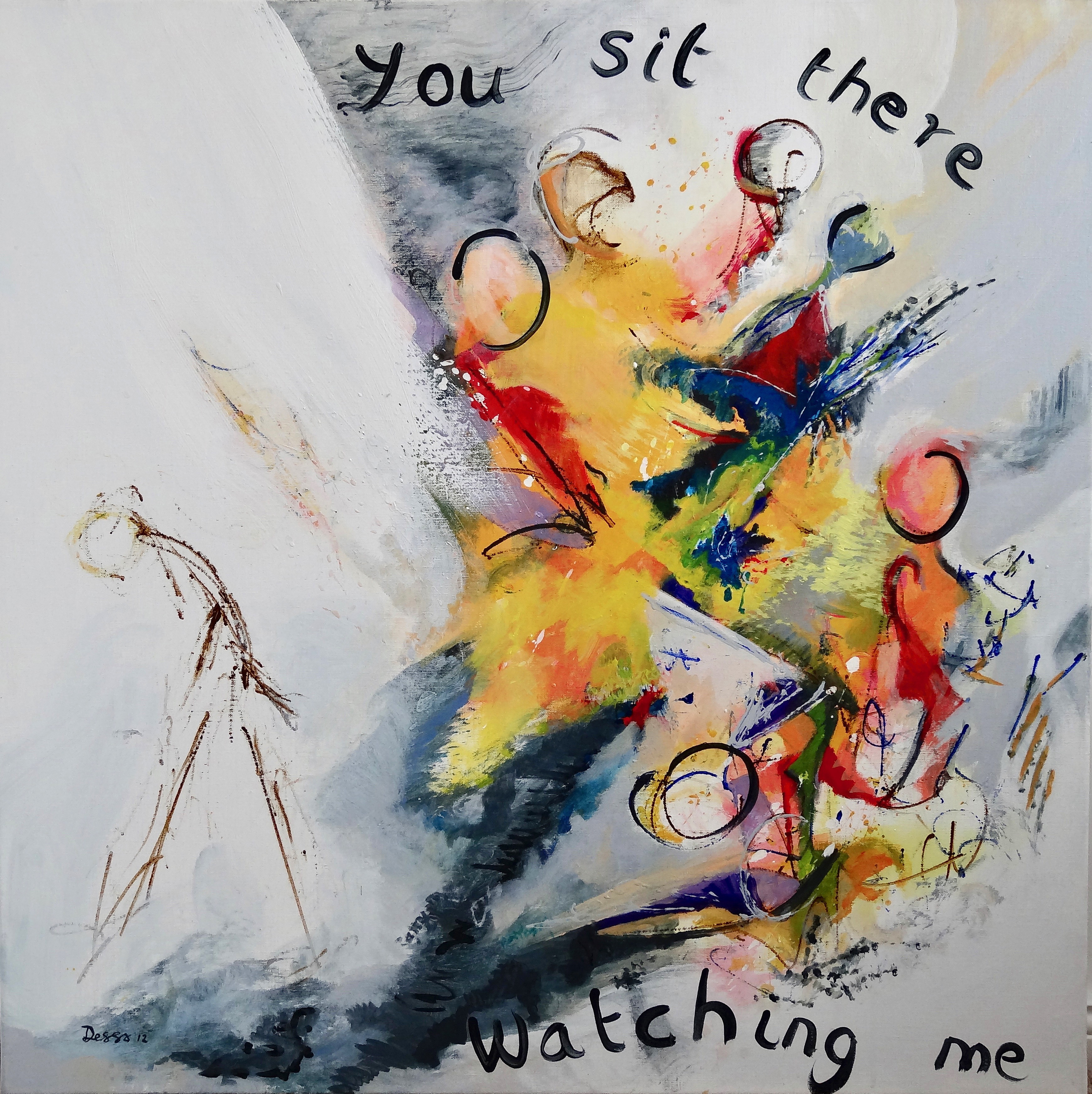
Passacaglia l (2012)

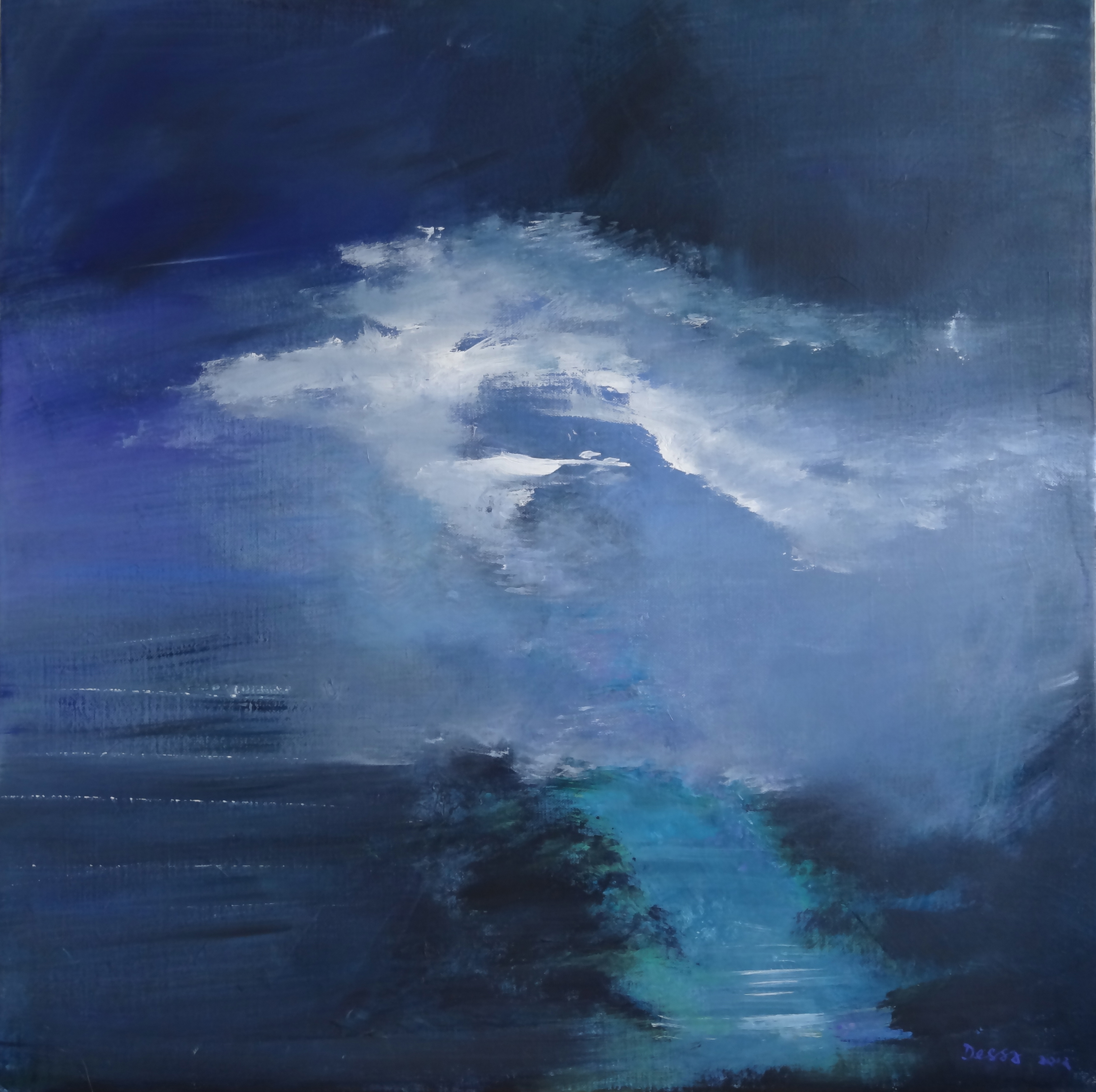
Moonlight ll (2012)

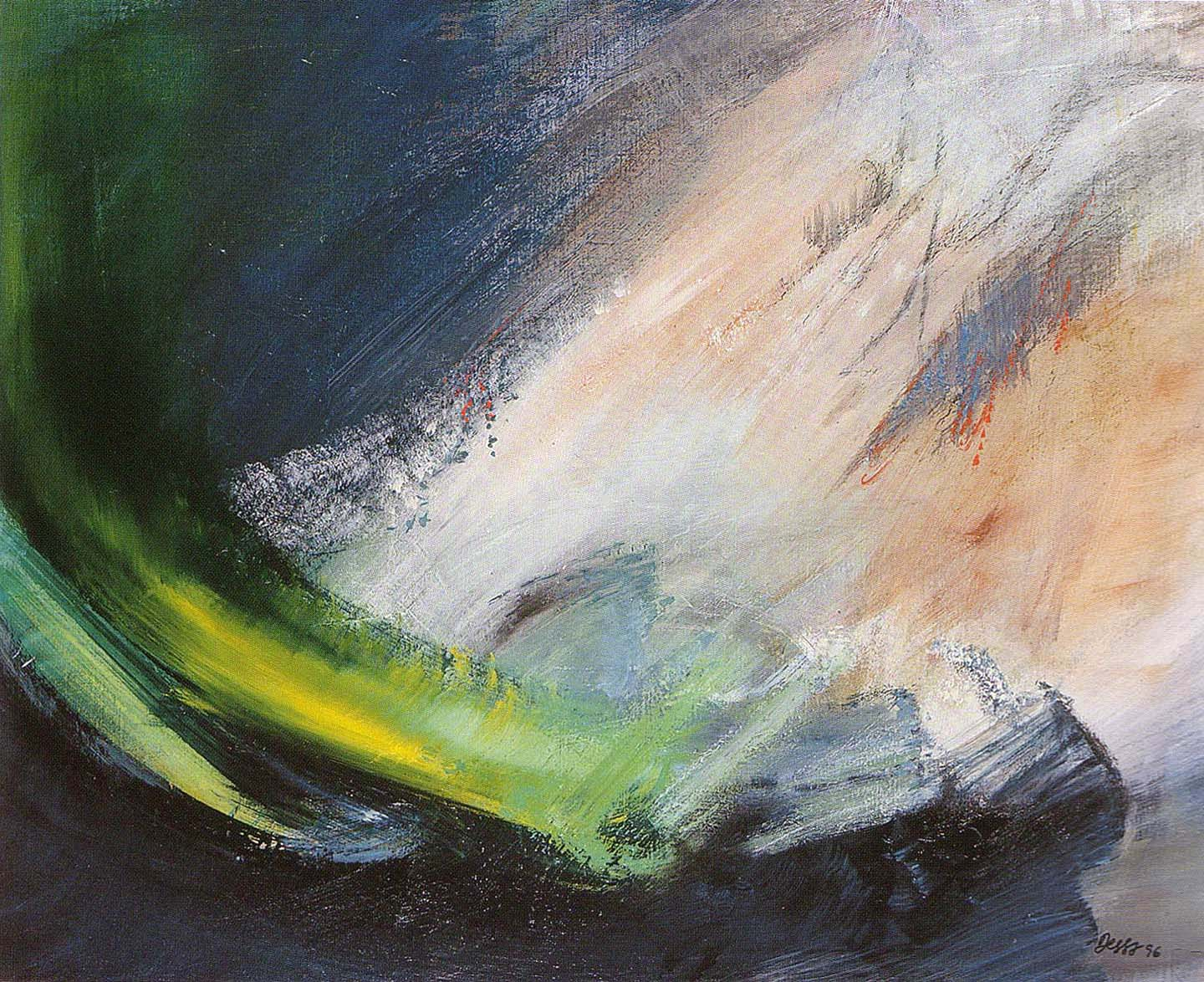
Adagio XXIV (1997)

### Peinture en dialogue avec la composition musicale
Dessa explore la relation entre l'art visuel et la musique. Ses œuvres expriment une méditation spécifique, complétée par une recherche musicologique, avec pour résultat des tableaux dans lesquels la musique guide son expression artistique. Parmi les compositeurs dont la musique a inspiré cette réponse visuelle il y a Béla Bartók, Leonard Bernstein, Ernst Bloch, Benjamin Britten, Unsuk Chin, Detlev Glanert, Dominique Gesseney-Rappo, Erich Korngold, Gustav Mahler, Olivier Messiaen, René Oberson et Nino Rota.
« Les travaux de Dessa sont, en fait, des dialogues devenus peinture qui souvent ressemblent à des exercices spirituels. Parce que – si ce n'est pas en communication directe avec un musicien comme lors d'improvisations musicales – ils demandent beaucoup de solitude, concentration et sacrifice. Car avec des interlocuteurs comme Mahler, Schreker, Ullmann ou Britten, on ne peut pas bavarder. On doit les aimer, bien les connaître à fond, leurs idées, leur destin, leur tragédie. Sinon ils ne s'ouvrent pas à nous. »

Son projet Mémoire de Theresienstadt (1997), a été présenté au Berliner Dom en 2000 et à Theresienstadt en 2002. Ses peintures représentent sa lecture de la musique émouvante de Viktor Ullmann, sa dernière Sonate no 7 pour piano qui ravive également la perte de ses propres grands-parents maternels à Auschwitz. Ullmann a été déporté au camp de concentration de Theresienstadt, où il a pu composer ses dernières œuvres avant d'être assassiné à Auschwitz-Birkenau le 18 octobre 1944.
« La musique donne son rythme au geste et porte la couleur à sa plénitude. Dessa y empoigne ses peintures a bras le corps. Elle y déclenche de puissantes déferlantes avec leurs éclaboussures échevelées, soulève des lames de fond qui trouent la surface de leurs poussées irrésistibles... La ferveur instinctive et la passion impétueuse qui l'habite sont celles d'un vrai tempérament de peintre. »
L'étendue de sa collaboration musicale s'est élargie avec la collaboration de compositeurs vivants, Unsuk Chin et Detlev Glanert. De plus elle fait plusieurs collaborations de « Musiques et Pinceaux » (live painting) avec le compositeur Dominique Gesseney-Rappo et le Flying Brass en 2008, et en 2015 elle crée le terme « Transoundart » pour son dialogue entre peinture et musique (violon ou piano).

### Son art et l'histoire berlinoise
La découverte en 2000, chez un antiquaire d'un album sur l'hygiène, édité par le Grand Magasin Nathan Israel en 1912, l'amène vers une nouvelle voie artistique. Pour rendre hommage à cette famille philanthrope, elle crée son projet A Tribute to Kaufhaus N. Israel 1815-1939 qui est présenté à la Galerie Bremer à Berlin en 2004 et au Musée Juif de Westphalie en 2005. Afin de célébrer les 200 ans de ce Grand Magasin disparu, elle crée en 2015 un second hommage, en particulier à Wilfrid Israel, en insérant des « pierres fières » dans chaque tableau.
Elle invente le mot en allemand Stolzesteine (pierre fière) pour décrire cette forme de commémoration et honorer la mémoire de ces disparus. Ce projet est aussi une réaction aux Stolpersteine (pierres d'achoppement) de Gunter Demnig, qu'elle voit sur les trottoirs de Berlin. Pour elle, les Stolpersteine sont une méthode particulièrement problématique pour commémorer les Juifs assassinés. Non seulement on marche continuellement dessus en les salissant, mais aussi ce projet de « masse » rappelle symboliquement comment les nazis ont marqué les Juifs avec une même signalisation comme l'étoile jaune.
« J'ai cherché le mot Stolpersteine dans le dictionnaire et le mot suivant était stolz (fier) – c'était une inspiration pour le titre de mon nouveau projet. Pendant ma recherche sur N. Israel, j'ai appris qu'ils étaient fiers que leur entreprise se trouvait en plein centre-ville. Je suis fière aussi – d'être Juive, femme et de l'Afrique. Ainsi, j'ai créé « les pierres fières » comme alternative aux pierres d'achoppement. »
L'artiste insère une Stolzesteine comme pierre commémorative dans ses peintures pour qu'on regarde vers « le haut » (look up). Ainsi on honore et respecte la vie de la personne. Quand on voit une Stolpersteine qui est toujours placée dans le trottoir on regarde « en bas » (look down = mépriser). Dessa est dérangée par le symbolisme de cet acte et elle est très claire concernant le message donné par les Stolpersteine dans la société :
« Je défie chaque Allemand de se poser la question comment les nazis réagiraient en voyant les Stolpersteine. Ce projet (Stolpersteine) réalise leur vœu ultime en proclamant : Regarde le nombre de Juifs que nous avons réussi à assassiner... »).

## Expositions principales
- 2015 : Mitte Museum, Berlin – Dessa – Kaufhaus Nathan Israel 1815–1939 – Eine Künstlerin erforscht Geschichte[9]
- 2017 : Fondation l’Estrée, Ropraz. Suisse – Dessa & Viktor Ullmann - Je vous ai entendu et je vous réponds[10]
- 2018/19 : Frauen museum Wiesbaden – The Art of Remembrance - Alice Salomon[11]
- 2018 : Ausstellungszentrum Pyramide Berlin – Kunst und Erinnern: Exposition commémorant les pogroms antisémites en novembre 1938 [12]

### Années 2020
- 2022: Parlement de Berlin DESSA: The Art of Remembrance - Alice Salomon[13]

## Publications
- DESSA - Mémoire de Theresienstadt: peintures inspirées du Sonate No 7 pour piano de Viktor Ullmann. Berlin 1997  (ISBN 2-940223-01-7)
- A Tribute to Kaufhaus N. Israel. Berlin 2003  (ISBN 2-940223-03-3)
- Land Escapes. Berlin 2006  (ISBN 2-940223-04-1)
- Composition (Musique et peinture). Berlin 2010  (ISBN 2-940223-05-X)
- Do we smile or do we weep? Paintings based on Benjamin Britten's Four Sea Interludes and Passacaglia from Peter Grimes. Berlin 2013  (ISBN 2-940223-06-8)
- Stolzesteine – Stones of Pride. Berlin 2015  (ISBN 978-3-95565-112-1)
- The Art of Remembrance : Alice Solomon. Berlin 2018  (ISBN 978-3-95565-293-7)